# Răsmirești
Răsmirești è un comune della Romania di 897 abitanti, ubicato nel distretto di Teleorman, nella regione storica della Muntenia. 
Il comune è formato dall'unione di 2 villaggi: Ludăneasca e Răsmirești.